# I-121 (tàu ngầm Nhật)
I-121, nguyên là Tàu ngầm số 48 và mang tên I-21 từ năm 1924 đến năm 1938 là một tàu ngầm của Hải quân Đế quốc Nhật Bản, là chiếc dẫn đầu của lớp tàu ngầm rải mìn I-121 được Nhật Bản chế tạo trong giai đoạn giữa hai cuộc thế chiến. Nhập biên chế năm 1927, nó đã phục vụ trong cuộc Chiến tranh Trung-Nhật và trong giai đoạn đầu của Chiến tranh Thế giới thứ hai, bao gồm các Chiến dịch Mã Lai và Philippines, cuộc ném bom Darwin và trận Midway, cũng như các Chiến dịch Guadalcanal, Đông Solomon và New Guinea. I-121 được rút về đảm nhiêm vai trò huấn luyện từ cuối năm 1943 và đã sống sót qua Thế Chiến II, đầu hàng lực lượng Đồng Minh khi chiến tranh kết thúc, và bị đánh chìm vào năm 1946.

## Thiết kế và chế tạo

### Thiết kế
Lớp I-121 là lớp tàu ngầm chuyên rải thủy lôi duy nhất của Hải quân Đế quốc Nhật Bản. Hải quân Nhật Bản gọi tên lớp tàu này như là Kiểu tàu ngầm Kiraisen (機雷潜型潜水艦 Kiraisen-gata sensuikan); là tên rút gọn từ Kirai Fusetsu Sensuikan (機雷敷設潜水艦 Tàu ngầm rải mìn). Thiết kế của chúng dựa trên chiếc tàu ngầm rải mìn SM U-125, một chiếc Type UE II của Hải quân Đế quốc Đức, là chiếc lớn nhất trong số bảy tàu ngầm Đức mà Nhật Bản nhận được sau Chiến tranh Thế giới thứ nhất như là chiến lợi phẩm bồi thường chiến tranh. U-125 đã phục vụ cùng Hải quân Nhật Bản như là chiếc O-6 trong những năm 1920-1921.
Giống như U-125, tàu ngầm kiểu Kiraisen có hai động cơ diesel cung cấp tổng công suất 2.400 mã lực (1.790 kW), có khả năng mang theo 42 quả thủy lôi, có bốn ống phóng ngư lôi cùng một khẩu hải pháo trên boong tàu với cỡ nòng 5,5 inch (140 mm) của Nhật Bản thay cho cỡ 5,9 inch (150 mm) trên U-125. So sánh với chiếc tàu ngầm Đức nguyên mẫu, lớp I-125 có kích thước lớn hơn, dài hơn 10 foot (3 m) và trọng lượng choán nước nặng hơn 220 tấn khi nổi và 300 tấn khi lặn — và có tầm hoạt động xa hơn 970 hải lý (1.800 km; 1.120 mi) ở tốc độ 8 hải lý trên giờ (15 km/h; 9,2 mph) khi nổi và 5 hải lý (9,3 km; 5,8 mi) ở tốc độ 4,5 hải lý trên giờ (8,3 km/h; 5,2 mph) khi lặn. Tuy nhiên I-125 chậm hơn 0,2 hải lý trên giờ (0,37 km/h; 0,23 mph) cả khi nổi và lặn, mang theo ít hơn hai ngư lôi, và chỉ có thể lặn sâu đến 200 foot (61 m) khi so với 250 foot (76 m) của U-125.

### Chế tạo
I-121 được đặt lườn như là chiếc Tàu ngầm số 48 tại xưởng tàu của hãng Kawasaki ớ Kobe vào ngày 20 tháng 10, 1924. Nó được đổi tên thành I-21 vào ngày 1 tháng 11, 1924 trước khi được hạ thủy vào ngày 30 tháng 3, 1926. Con tàu hoàn tất và nhập biên chế vào ngày 31 tháng 3, 1927, dưới quyền chỉ huy của Thiếu tá Hải quân Kobayashi Mitsuyoshi.

## Lịch sử hoạt động

### 1927 – 1937
Trước lúc nhập biên chế, I-21 được phối thuộc cùng Quân khu Hải quân Kure nhưng được điều sang Quân khu Hải quân Yokosuka sau khi hoàn tất. Vào ngày 1 tháng 11, 1927, nó được phân về Đội tàu ngầm 9 thuộc Hải đội Phòng vệ Yokosuka. Đến ngày 9 tháng 3, 1928, đang khi chạy thử máy trong vịnh Yokosuka, nó mắc tai nạn va chạm với tàu khu trục Shiokaze, vốn đang thực tập phóng ngư lôi. Không có tổn thất nhân mạng, nhưng cả hai con tàu đều bị hư hại nhẹ, và mũi của I-21 bị bẻ cong 60 độ sang mạn phải. Chiếc tàu ngầm được sửa chữa tại Yokosuka.
Vào ngày 1 tháng 12, 1930, I-21 được điều động trực thuộc Quân khu Hải quân Kure, rồi được phân về Đội tàu ngầm 13 thuộc Quân khu Hải quân Kure từ ngày 15 tháng 10, 1931. Đến ngày 1 tháng 10, 1932, Đội tàu ngầm 13 nằm trong thành phần Hải đội Phòng vệ Kure trực thuộc Quân khu Hải quân Kure.
I-21 được cho xuất biên chế vào ngày 15 tháng 3, 1933 và đưa về thành phần dự bị tại Kure, Hiroshima. Đến ngày 15 tháng 11, 1933, Đội tàu ngầm 13 được phối thuộc trực tiếp cùng Quân khu Hải quân Kure, đồng thời I-21 được cho tái biên chế và gia nhập đơn vị này. Sau khi tàu ngầm chị em I-24 bị hư hại thùng dằn chính vào ngày 25 tháng 5, 1935 khi thử nghiệm lặn sâu cùng tàu chị em I-23, Đội tàu ngầm 13 được điều về Hải đội Phòng vệ Kure từ ngày 15 tháng 11, và I-21 được cho xuất biên chế vào ngày hôm đó để gia cố thùng dằn chính. Tuy nhiên đến năm 1936, cả bốn chiếc trong lớp đều bị giới hạn độ sâu lặn tối đa theo thiết kế còn 180 ft (55 m). Sau khi hoàn tất việc gia cố thùng dằn, I-21 được cho tái biên chế trở lại vào ngày 20 tháng 3, 1937.

### Chiến tranh Trung Nhật
Chiến tranh Trung-Nhật bùng nổ sau khi xảy ra sự kiện Lư Câu Kiều (cầu Marco Polo) vào ngày 7 tháng 7, 1937. Đến tháng 9, Đội tàu ngầm 13 bao gồm I-21 và tàu ngầm chị em I-22 chuyển đến căn cứ tại Thanh Đảo, Trung Quốc, bắt đầu hoạt động tại vùng biển phía Bắc Trung Quốc như một phần của kế hoạch phong tỏa Trung Quốc. Đến ngày 1 tháng 12, Đội tàu ngầm 13 được phối thuộc cùng Hải đội Tàu ngầm 3 trực thuộc Đệ Tứ hạm đội, một bộ phận của Hạm đội Liên hợp. Cùng trong tháng 12, tàu tuần dương hạng nhẹ Kuma được phái đến Thanh Đảo để đảm nhiệm vai trò soái hạm cho Hải đội Tàu ngầm 3, vốn bao gồm các tàu ngầm I-21, I-22, I-23 và I-24.
I-21 cùng với I-22 được lệnh hộ tống bảo vệ từ xa cho Kuma khi chiếc tàu tuần dương tiến hành đổ bộ một đơn vị Lực lượng Đổ bộ Đặc biệt Hải quân (SNLF) tại Yên Đài, Trung Quốc vào ngày 3 tháng 2, 1938. Tuy nhiên cả hai chiếc tàu ngầm đều gặp trục trặc động cơ, nên đã không thể lên đường để hỗ trợ cho Kuma. Hai chiếc tàu ngầm thành công hơn vào ngày 22 tháng 3, khi cùng xuất phát từ Lữ Thuận Khẩu (Port Arthur), Mãn Châu và mỗi chiếc đã cho đổ bộ 15 binh lính SNLF đặt căn cứ tại Thượng Hải lên đảo Lưu Công ở cửa vịnh Uy Hải, rồi quay trở lại Lữ Thuận Khẩu.
I-21 được cho đổi tên thành I-121 vào ngày 1 tháng 6, 1938, để lấy lên cũ đặt cho chiếc tàu ngầm mới I-21, một tàu ngầm tuần dương lớp Type-B (巡潜乙型潜水艦 Junsen Otsu-gata sensuikan), vốn sẽ được đặt lườn vào năm đó. Đến ngày 20 tháng 6, 1938, I-121 được cho xuất biên chế và đưa về thành phần dự bị 2 thuộc Quân khu Hải quân Kure. Trong một nỗ lực nhằm giảm căng thẳng trong quan hệ quốc tế do cuộc xung đột với Trung Quốc, Nhật Bản cho rút lực lượng tàu ngầm của họ khỏi vùng biển Trung Quốc từ tháng 12, 1938.

### 1939 – 1941
Đang khi trong thành phần dự bị, I-121, cùng với các tàu chị em I-122, I-123 và I-124 (nguyên là các chiếc I-22, I-23 và I-24 tương ứng, được đổi tên cùng vào ngày 1 tháng 6, 1938), được cải biến thành những tàu ngầm chở dầu. Vẫn giữ lại khả năng mang ngư lôi và thủy lôi, chúng được tái trang bị để có thể vận chuyển 15 tấn xăng máy bay dùng để tiếp nhiên liệu cho các thủy phi cơ, cho phép các máy bay này mở rộng tầm xa hoạt động trong các phi vụ trinh sát và ném bom, bằng cách gặp gỡ các tàu ngầm này tại các cảng hay vũng biển để tiếp thêm nhiên liệu. 
I-121 được cho tái biên chế trở lại vào ngày 1 tháng 5, 1940 trong thành phần Đội tàu ngầm 13, và đơn vị này được phối thuộc cùng Hải đội Tàu ngầm 5 trực thuộc Đệ Tứ hạm đội cùng trong ngày hôm đó. Nó cùng với các tàu chị em I-122, I-123 và I-124 thực hiện một chuyến đi huấn luyện kéo dài tại Thái Bình Dương. Chúng xuất phát từ Sasebo vào ngày 16 tháng 5, viếng thăm các vùng biển thuộc các quần đảo Caroline, Marshall và Mariana, trước khi kết thúc chuyến đi tại Yokosuka vào ngày 22 tháng 9, 1940. Vào ngày 11 tháng 10, 1940, I-121 là một trong số 98 tàu chiến của Hải quân Đế quốc Nhật Bản được tập trung cùng với hơn 500 máy bay dọc bờ biển vịnh Yokohama để tham gia cuộc duyệt binh hạm đội lớn nhất trong lịch sử Nhật Bản, nhân kỷ niệm 2.600 năm đăng quang của Thiên hoàng Jimmu.
Đội tàu ngầm 13 lại được phối thuộc trực tiếp cùng Quân khu Hải quân Kure từ ngày 15 tháng 11, 1940, và trong giai đoạn từ ngày 30 tháng 1 đến ngày 4 tháng 2, 1941, I-121 tạm thời thay phiên cho tàu chị em I-122 trong vai trò soái hạm của đội tàu ngầm. Đến ngày 1 tháng 5, 1941, Đội tàu ngầm 13 lại được điều sang Hải đội Tàu ngầm 6 trực thuộc Đệ Tam hạm đội, một bộ phận của Hạm đội Liên hợp.
Khi lực lượng Hải quân Nhật Bản bắt đầu được huy động để chuẩn bị cho cuộc xung đột tại Thái Bình Dương, I-121 xuất phát từ Yokosuka trong tháng 11 để đi sang căn cứ Samah (nay là Tam Á) trên đảo Hải Nam, Trung Quốc, đến nơi vào ngày 27 tháng 11. Chiếc tàu ngầm khởi hành từ căn cứ này vào ngày 1 tháng 12 để hướng xuống phía Nam cho chuyến tuần tra đầu tiên của nó trong chiến tranh. Lúc đang trên đường đi, vào ngày 2 tháng 12, nó nhận được thông điệp từ Hạm đội Liên hợp: "Leo núi Niitaka 1208" (tiếng Nhật: Niitakayama nobore 1208), là mật lệnh cho biết chiến sự với Khối Đồng Minh sẽ bắt đầu vào ngày 8 tháng 12 (theo giờ Nhật Bản, tức ngày 7 tháng 12 bên kia đường đổi ngày tại Hawaii, nơi sẽ diễn ra cuộc tấn công Trân Châu Cảng). Vào ngày 7 tháng 12, ngày cuối cùng trước cuộc xung đột, I-121 đã rải 42 quả thủy lôi Type 88 Mark 1 ở vùng biển phía Đông Bắc Singapore tại tọa độ 00°40′B 115°00′Đ / 0,667°B 115°Đ. Sau đó nó tuần tra ngoài khơi lối ra vào phía Đông của eo biển Johore.

#### Chuyến tuần tra thứ nhất
Sau khi xung đột chính thức bùng nổ và lực lượng Nhật Bản bắt đầu xâm chiếm Malaya thuộc Anh, I-121 được điều về Lực lượng Tàu ngầm phía Nam vào ngày 12 tháng 12 và đặt căn cứ tại vịnh Cam Ranh, Đông Dương thuộc Pháp hai ngày sau đó. Nó xuất phát từ đây ngay ngày hôm đó hoặc vào ngày 18 tháng 12 để hỗ trợ cho hoạt động chiếm đóng Philippines, hướng đến khu vực phụ cận Davao trên đảo Mindanao. Chiếc tàu ngầm đã tuần tra trong biển Sulu, hỗ trợ cho cuộc đổ bộ lên Davao vào ngày 19-20 tháng 12, và lên Jolo vào ngày 24 tháng 12. Sau đó nó cùng các tàu ngầm chị em I-122, I-123 và I-124 được điều sang Đội tàu ngầm "A" từ ngày 26 tháng 12, và kết thúc chuyến tuần tuần tra đầu tiên trong chiến tranh vào ngày 27 hoặc 31 tháng 12, khi đi đến Davao vừa mới được chiếm đóng.

### 1942

#### Chuyến tuần tra thứ hai
I-121 xuất phát từ Davao vào ngày 5 tháng 1, 1942 cho chuyến tuần tra thứ hai để làm nhiệm vụ rải mìn ở lối ra vào cảng Darwin, Australia, nơi Hạm đội Á Châu Hoa Kỳ đặt căn cứ tiếp vận chính sau khi rút lui khỏi các căn cứ tại Philippines. Lúc 05 giờ 30 phút ngày 11 tháng 1, nó tấn công bất thành một tàu khu trục Đồng Minh trong biển Timor ngoài khơi Lãnh thổ Bắc Úc về phía Tây Nam quần đảo Tiwi. Đến 04 giờ 55 phút ngày 12 tháng 1, chiếc tàu ngầm đã rải 39 quả thủy lôi trong eo biển Clarence giữa đảo Melville và lục địa Úc, rồi quay trở lại tuần tra trong biển Timor. Vào ngày 18 tháng 1, nó truy đuổi theo một tàu buôn Đồng Minh được một tàu tuần tra hộ tống trong biển Timor về phía Tây Wetar, và đã phóng ba quả ngư lôi tấn công mục tiêu. Sau đó nó quay trở lại khu vực eo biển Clarence, nơi vào ngày 21 tháng 1, ba tàu tuần tra Đồng Minh đã tấn công chiếc tàu ngầm với 42 quả mìn sâu được thả xuống, gây hư hại cho hai trong số các thùng nhiên liệu của I-121.
Không biết rằng tàu ngầm chị em I-124 đã bị các tàu chiến Hải quân Hoàng gia Australia đánh chìm vào ngày 20 tháng 1, I-121 rời khu vực tuần tra của nó vào ngày 25 tháng 1 để đi đến điểm hẹn gặp I-124. Nó đi đến điểm hẹn lúc 04 giờ 00 ngày 28 tháng 1 và quanh quẩn tại khu vực chờ đợi I-124 cho đến 23 giờ 00. Khi I-124 không xuất hiện, I-121 lên đường hướng về Davao, cùng với I-122 đến nơi vào ngày 30 tháng 1. Tại đây chiếc tàu ngầm được tiếp nhiên liệu, đạn dược và tiếp liệu từ tàu tiếp liệu tàu ngầm Chōgei, cũng như được sửa chữa thùng nhiên liệu.

#### Chuyến tuần tra thứ ba
I-121 cùng với I-122 khởi hành từ Davao vào ngày 9 tháng 2 cho chuyến tuần tra thứ ba để làm nhiệm vụ hỗ trợ cho cuộc ném bom Darwin, được máy bay từ các tàu sân bay thuộc Không hạm đội 1 dưới quyền Phó đô đốc Nagumo Chūichi và máy bay đặt căn cứ trên đất liền tại đảo Ambon và Kendari, Celebes thực hiện. Chiếc tàu ngầm được giao nhiệm vụ trinh sát cảng Darwin cũng như gửi các báo cáo quan trắc thời tiết cho hạm đội tấn công của Nagumo, vốn xuất phát từ Palau. Sau khi tuần tra ở vị trí 300 nmi (560 km) về phía Đông Bắc Morotai, đến ngày 13 tháng 2, nó tách khỏi I-122, vốn di chuyển hoạt động theo hướng Đông Nam, để hướng xuống phía Nam. Đến chiều tối ngày 16 tháng 2, I-121 đi đến khu vực tuần tra được chỉ định cách 50 nmi (93 km) về phía Tây Bắc Darwin.
Vào xế chiều ngày 18 tháng 2, I-121 trồi lên mặt nước để nạp lại điện cho ắc-quy, nhưng buộc phải lặn khẩn cấp để né tránh một máy bay tuần tra Australia bay đến bắn phá. Nó chỉ trở lên mặt nước sau khi trời tối để tiếp tục nạp điện, và đến 20 giờ 30 phút đã gửi một báo cáo thời tiết cho hạm đội của Nagumo, vốn đang trên đường từ Palau. Chiếc tàu ngầm gửi thêm một báo cáo thời tiết lúc 02 giờ 30 phút ngày 19 tháng 2. Đến 09 giờ 57 phút sáng hôm đó, 188 máy bay thuộc Không hạm đội 1 dưới quyền Nagumo đã tấn công cảng, sân bay và thành phố Darwin, rồi tiếp nối bởi đợt không kích của 55 máy bay ném bom Nhật Bản đặt căn cứ trên đất liền. Cuộc tấn công đã đánh chìm tám tàu, gây hư hại cho chín chiếc khác, phá hủy 15 máy bay và gây hư hại cho các cơ sở tại Darwin.
I-121 rời khu vực tuần tra vào ngày 25 tháng 2 để đi đến vịnh Staring tại bán đảo Đông Nam của Celebes, về phía Đông Nam của Kendari, nơi nó gặp gỡ Chōgei, vốn đã di chuyển tử Davao đến đây. Sau khi được tiếp nhiên liệu và tiếp liệu, nó cùng với I-122 xuất phát từ vịnh Staring vào ngày 10 tháng 3 để quay trở về Nhật Bản. Cùng trong ngày này cả hai chiếc tàu ngầm được phối thuộc trực tiếp cùng Bộ Tổng tư lệnh Hạm đội Liên hợp; chúng về đến Kure vào ngày 21 tháng 3, và bắt đầu được sửa chữa. Trong giai đoạn này Hải đội Tàu ngầm 6 được giải thể vào ngày 10 tháng 4, và Đội tàu ngầm 13 được phối thuộc trực tiếp cùng Đệ Lục hạm đội.

#### Trận Midway
Sau khi hoàn tất việc sửa chữa, I-121 xuất phát từ Kure vào ngày 8 tháng 5 để đi sang Kwajalein, nơi nó được bố trí thanh gia Chiến dịch MI, kế hoạch chiếm đảo san hô Midway của Nhật Bản. Nó ghé đến Kwajalein từ ngày 19 đến ngày 21 tháng 5, rồi tiếp tục lên đường hỗ trợ cho Chiến dịch K-2, một hoạt động chuẩn bị cho trận Midway. Theo đó, I-121 và I-123 sẽ tiếp nhiên liệu cho hai thủy phi cơ Kawanishi H8K "Emily" tại bãi cạn Frigate Pháp thuộc quần đảo Tây Bắc Hawaii, để các thủy phi cơ này có thể hoạt động trinh sát bên trên Trân Châu Cảng. Trong khi đó tàu ngầm I-122 sẽ tuần tra về phía Nam Trân Châu Cảng để cứu vớt đội bay các thủy phi cơ nếu chúng bị bắn rơi, còn tàu ngầm I-171 sẽ hoạt động về phía Đông bãi cạn Frigate Pháp như một cột mốc vô tuyến dẫn đường cho các máy bay. Tuy nhiên khi I-123 đi đến bãi cạn Frigate Pháp vào cuối tháng 5, nó phát hiện các tàu tiếp liệu thủy phi cơ Hoa Kỳ USS Ballard và USS Thornton đang cho hoạt động thủy phi cơ tại đây, nên Chiến dịch K-2 bị hủy bỏ.
I-121 nhận được báo cáo của I-123 về hoạt động của Hải quân Mỹ tại bãi cạn Frigate Pháp vào ngày 30 tháng 5, rồi việc hủy bỏ Chiến dịch K-2 vào ngày hôm sau, nên được lệnh tiếp tục tuần tra tại khu vực bãi cạn Frigate Pháp. Trận Midway bắt đầu vào ngày 4 tháng 6, khi I-121 cùng I-123 được lệnh di chuyển sang phía Tây đến khu vực tuần tra mới. Trên đường di chuyển, ở vị trí về phía Tây Nam đảo Lisianski vào ngày 5 tháng 6, I-121 trông thấy tàu ngầm USS Dolphin đang đi trên mặt nước hướng sang phía Đông Bắc. Đến 14 giờ 59 phút, Dolphin phát hiện kính tiềm vọng của I-121 ở khoảng cách 2.000 yd (1.800 m) về phía đuôi tàu, nên di chuyển ra xa khỏi tầm bắn trước khi I-121 đến được vị trí thuận lợi để tấn công.
Trận Midway kết thúc vào ngày 7 tháng 6 với một thất bại mang tính quyết định cho phía Nhật Bản, và họ phải hủy bỏ ý định chiếm đóng Midway. I-121 kết thúc chuyến tuần tra khi cùng I-122 và I-123 đi đến Kwajalein vào ngày 25 tháng 6. Sau đó nó quay trở về Yokosuka để sửa chữa. Trong giai đoạn này Đội tàu ngầm 13 được điều động sang Hải đội Tàu ngầm 7 trực thuộc Đệ Bát hạm đội vào ngày 14 tháng 7.

#### Chiến dịch Guadalcanal
Khởi hành từ Yokosuka vào ngày 16 tháng 7, I-121 ghé đến Truk từ ngày 24 đến ngày 31 tháng 7, rồi đi đến căn cứ hoạt động mới tại Rabaul trên đảo New Britain vào ngày 4 tháng 8. Chiến dịch Guadalcanal diễn ra từ ngày 7 tháng 8, khi lực lượng Đồng Minh đổ bộ lên Guadalcanal, Tulagi, đảo Florida, Gavutu và Tanambogo ở phía Đông Nam quần đảo Solomon. I-121 cùng với I-122 xuất phát từ Rabaul vào ngày này để trinh sát vùng biển ngoài khơi Guadalcanal và Tulagi. Sang ngày hôm sau, tàu ngầm Hoa Kỳ USS S-38 (SS-143) phát hiện I-121 đang đi trên mặt nước ở vị trí 30 nmi (56 km) về phía Nam mũi St. George trên đảo New Ireland, nhưng không thể tấn công. Từ ngày 15 đến ngày 17 tháng 8, I-121 hoạt động trinh sát Lungga Roads ngoài khơi Guadalcanal, rồi sang ngày 18 tháng 8 đã di chuyển đến khu vực tuần tra mới về phía Đông Nam đảo San Cristóbal, và Đội tàu ngầm 13 được điều động sang Lực lượng Tiền phương vào ngày 21 tháng 8. Tại đây nó tấn công bất thành Lực lượng Đặc nhiệm 16 Hải quân Mỹ ở vị trí khoảng 50 nmi (93 km) về phía Đông Nam San Cristóbal vào ngày 22 tháng 8. Một trong các ngư lôi của nó trồi lên mặt nước ở khoảng giữa giữa tàu sân bay USS Enterprise và tàu tuần dương hạng nặng USS Portland.
Trong các ngày 24 và 25 tháng 8, Lực lượng Đặc nhiệm 16 tham gia Trận Đông Solomon, nơi Enterprise bị hư hại. I-121 được điều động đánh chặn Enterprise vào ngày 26 tháng 8, khi chiếc tàu sân bay Hoa Kỳ bị hư hại đang rút lui. Chiếc tàu ngầm đang đi trên mặt nước để nạp lại điện cho ắc-quy vào ngày 27 tháng 8, khi hai máy bay ném bom bổ nhào SBD Dauntless xuất phát từ tàu sân bay USS Wasp (CV-7) tấn công nó lúc 06 giờ 30 phút. Trong khi chiếc tàu ngầm lặn khẩn cấp để ẩn nấp, một quả bom đánh trúng khoang chứa thủy lôi rỗng, khiến con tàu bị rò rỉ nước nghiêm trọng, và buộc phải trồi lên mặt nước để sửa chữa khẩn cấp vài giờ sau đó. Không có khả năng lặn mặc dù đã được sửa chữa, nó buộc phải kết thúc chuyến tuần tra và quay trở về Rabaul. Trên đường đi vào ngày 28 tháng 8, ở vị trí khoảng 80 nmi (150 km) về phía Đông Bắc San Cristóbal, nó bắt gặp một tàu sân bay và nhiều tàu khu trục lúc 04 giờ 30 phút, rồi đến 08 giờ 00 lại trông thấy một tàu sân bay, hai tàu tuần dương và bốn tàu khu trục. Tuy nhiên nó về đến Rabaul lúc 15 giờ 00 ngày 4 tháng 9 mà không gặp thêm sự cố nào.
Sau khi được sửa chữa tạm thời, I-121 rời Rabaul vào ngày 8 tháng 9 để quay trở về Nhật Bản, đi đến Kure vào ngày 20 tháng 9, nơi nó được đại tu. Hoàn tất việc đại tu, I-121 khởi hành từ Kure vào ngày 1 tháng 12, ghé đến căn cứ Truk từ ngày 10 đến ngày 17 tháng 12, rồi đi đến Rabaul vào ngày 21 tháng 12, nơi nó được điều sang Đội tàu ngầm "B".

### 1943

#### Chiến dịch New Guinea
Để hỗ trợ cho lực lượng Nhật Bản đang tham gia Chiến dịch New Guinea, I-121 khởi hành Rabaul vào ngày 23 tháng 12, 1942 để vận chuyển hàng tiếp liệu đến Buna trên bờ biển phía Đông Bắc New Guinea. Nó lại được điều sang Đội tàu ngầm "D", rồi xuất phát từ Rabaul vào ngày 4 tháng 1, 1943 để tuần tra về phía Đông Nam New Guinea, và quay trở về Rabaul vào ngày 25 tháng 1. Đến ngày 29 tháng 1, chiếc tàu ngầm lại rời Rabaul để tiếp nhiên liệu cho các thủy phi cơ trinh sát hoạt động tại vùng đá ngầm Indispensable, rồi quay trở về vào ngày 10 tháng 2. Khởi hành từ Rabaul vào ngày 14 tháng 2, nó ghé qua căn cứ Truk từ ngày 18 đến ngày 23 tháng 2, rồi tiếp tục hành trình quay trở về Nhật Bản, đi đến Kure vào ngày 5 tháng 3, nơi con tàu được đại tu. Trong giai đoạn này, Hải đội Tàu ngầm 7 của nó được điều động sang Hạm đội Khu vực Đông Nam.
Hoàn tất việc sửa chữa, I-121 khởi hành từ Kure vào ngày 25 tháng 4 để đi sang Rabaul, đến nơi vào ngày 7 tháng 5. Từ đây nó thực hiện chuyến đi tiếp liệu đầu tiên sang Lae, New Guinea, khi khởi hành vào ngày 10 tháng 5 và đi đến Lae bốn ngày sau đó. Chiếc tàu ngầm cho chất dỡ 26 tấn lương thực và đạn dược, rồi đón lên tàu 15 binh lính trước khi lên đường ngay ngày hôm đó để quay trở lại Rabaul, đến nơi vào ngày 17 tháng 5. Nó thực hiến chuyến đi tiếp liệu thứ hai sang Lae từ ngày 19 tháng 5, nhưng sự cố về động cơ buộc con tàu phải quay trở lại Rabaul vào ngày 22 tháng 5. Nó thành công hơn trong chuyến tiếp liệu thứ ba, khi rời Rabaul vào ngày 23 tháng 5, chất dỡ 26 tấn lương thực và đạn dược tại Lae vào ngày 26 tháng 5, và quay trở về Rabaul vào ngày 29 tháng 5. Đến ngày 31 tháng 5, Đội tàu ngầm 13 được giải thể, và I-121 cùng I-122 được phối thuộc trực tiếp dưới quyền Bộ tư lệnh Hải đội Tàu ngầm 7.
Trong suốt tháng 6, tháng 7 và đầu tháng 8, I-121 tiếp tục thực hiện các chuyến đi tiếp liệu sang Lae. Nó khởi hành từ Rabaul vào ngày 1 tháng 6 cho chuyến thứ tư, vận chuyển 26,5 tấn lương thực và đạn dược đến Lae vào ngày 3 tháng 6, rồi đón lên tàu 15 binh lính và lên đường ngay trong ngày hôm đó cho chặng quay trở về Rabaul, đến nơi vào ngày 6 tháng 6. Chuyến thứ năm bắt đầu từ ngày 8 tháng 6, đi đến Lae vào ngày 10 tháng 6 với 26,5 tấn lương thực và đạn dược, và cũng đưa trở về Rabaul 15 binh lính vào ngày 13 tháng 6. Chiếc tàu ngầm rời Rabaul vào ngày 20 tháng 6, cho chuyến thứ sáu, chất dỡ 26,5 tấn lương thực và đạn dược tại Lae vào ngày 22 tháng 6, rồi lên đường quay trở lại Rabaul cùng ngày hôm đó. Sau đó I-121 còn thực hiện thêm ba chuyến vận chuyển tiếp liệu đi đến Lae vào các ngày 7 tháng 7, 27 tháng 7 và 3 tháng 8.
Vào ngày 15 tháng 8, I-121 cùng với I-122 được điều động về Hải đội Phòng vệ Kure thuộc trực Quân khu Hải quân Kure. Trước khi quay trở về Nhật Bản, nó thực hiện chuyến đi tiếp liệu cuối cùng sang Lae, là chuyến thứ mười, khi rời Rabaul vào ngày 19 tháng 8 và đến Lae vào ngày 20 tháng 8. Sau đó chiếc tàu ngầm hướng về Nhật Bản, đi đến Kure vào ngày 1 tháng 9.

### 1944 - 1945
I-121 cùng với I-122, vào lúc đó bị xem là đã lạc hậu, được rút khỏi hoạt động trên tuyến đầu và hoạt động như tàu huấn luyện tại Căn cứ Hải quân Kure. Vào tháng 12, 1943, chúng nằm trong thành phần Đội tàu ngầm 18 cùng với các tàu ngầm I-153, I-154 và I-155, vốn cũng đảm nhiệm vai trò huấn luyện. Vào ngày 5 tháng 1, 1944, I-121 cùng với tàu ngầm I-159 tham gia giai đoạn đầu của một thử nghiệm sơ đồ ngụy trang do Trường Tàu ngầm Hải quân tiến hành trong biển nội địa Seto. Lườn tàu và hai bên mặt tháp chỉ huy được sơn một sơ đồ xám-xanh lá. Sau đó từ ngày 23 đến ngày 25 tháng 2, 1945, cả hai chiếc tàu ngầm tiếp tục tham gia giai đoạn hai của thử nghiệm, khi sơ đồ ngụy trang này được áp dụng cho cả sàn tàu.
Vào ngày 20 tháng 4, 1945, I-121 cùng với I-122 được điều sang Đội tàu ngầm 23 trực thuộc Hải đội Tàu ngầm Kure. I-121 được điều sang Căn cứ Hải quân Mazuru vào ngày 12 tháng 6, 1945 và ở lại đây cho đến khi chiến tranh kết thúc.

### Cuối chiến tranh - Bị loại bỏ
Thế Chiến II kết thúc vào ngày 15 tháng 8, 1945, khi Thiên hoàng Chiêu Hòa Hirohito công bố qua đài phát thanh mệnh lệnh đình chỉ chiến sự giữa Nhật Bản và Đồng Minh. I-121 đầu hàng lực lượng Đồng Minh tại Căn cứ Hải quân Mazuru trong tháng 9, sau khi văn kiện đầu hàng được ký kết trên thiết giáp hạm USS Missouri neo đậu trong vịnh Tokyo vào ngày 2 tháng 9.
I-121 được cho rút tên khỏi đăng bạ hải quân vào ngày 30 tháng 11, 1945. Trong khuôn khổ Chiến dịch Road's End, nó cùng các tàu ngầm Ro-68 và Ro-500 bị đánh chìm trong vịnh Wakasa ngoài khơi đảo Kanmurijima trong biển Nhật Bản vào ngày 30 tháng 4, 1946.